# Pascoea bilunata
Pascoea bilunata är en skalbaggsart som först beskrevs av Kriesche 1923.  Pascoea bilunata ingår i släktet Pascoea och familjen långhorningar. Inga underarter finns listade i Catalogue of Life.